# Orgue del Terreno
L'orgue del Terreno es troba a la parròquia de la Mare de Déu de la Salut. El Terreno és una de les barriades de la perifèria de ponent de Palma. L'orgue es situa al centre del cor i es troba en bon ús de funcionament i conservació.

## Història
La barriada del Terreno es constituïa com a una zona d'estiueig de la burgesia palmesana a finals del s.XIX i principis del s.XX. Poc a poc aparegueren els serveis de les primeres necessitats: la farmàcia, borigues de comestibles, el forn, la barberia i -com no! la bella església de nostra Senyora de la Salut. El 12 d'agost de 1871, Mn Rafel Amer, acompanyat de preveres de la Seu de Mallorca i de la parròquia de la Santa Creu, beneí l'església.
En un primer moment, la construcció de l'orgue no va ser pensada perquè fos part d'un temple religiós. L'any 1929, l'Associació Bach per a la Música Antiga i Contemporània encarrega la construcció d'un orgue per a la Sala de concreto "Domus Artis", a la casa de fabricació d'orgues "Eleizegaray", amb seu a Gipuzkoa. La sala "Domus Artis" estava situada a Can Maroto, al carrer Sant Jaume de Palma. Va se el compositor mallorquí Joan Maria Thomàs qui va crear l'Associació Bach l'any 1926 amb l'objectiu de donar a conèixer i divulgar l'obra musical antiga i contemporània. L'any 1934, l'orgue es troba desmuntat a un magatzem del Convent de Sant Francesc de Palma i, per iniciativa de Mn. Joan Maria Thomàs, fou adquirit per la parròquia del Terreno pel preu de 12000 pessetes.

## Descripció tècnica[1]
L'orgue del Terreno disposa de dos teclats de 61 notes (C-c"") i Pedaler de 30 notes (C-F').
| Manual I           | Manual II            |
| ------------------ | -------------------- |
| Trompeta real 8'   | Flauta armónica 8'   |
| Octava 4'          | Corno de noche 8'    |
| Voz celeste 8'     | Salicional 8'        |
| Corno de noche 8'  | Octava 4'            |
| Corno de noche 8'  | Octava 4'            |
| Flauta armónica 8' | Trompeta armónica 8' |
| Violón 16          | Lleno 3'             |

| Pedal                      | Acoblaments                    |
| -------------------------- | ------------------------------ |
| Contrabajo 16'             | I al Ped., II al Ped., II al I |
| Sub. II al I, Sup. II al I | Expresión                      |
|                            | Crescendo                      |
|                            | Trémolo                        |
|                            | Lengüetería                    |

| Combinacions         |
| -------------------- |
| Octaves ex.          |
| Combinación libre    |
| Crescendo            |
| Piano, Forte i Tutti |

## Organista[5]
Joan Bennàsar Rosselló va ser l'organista durant 64 anys, des de l'any 1950 fins al 2015. Nascut a Palma l'any 1926 i orfe, va estar en el seminari de Franciscans des de 1936 fins 1942 on tenia com a tutor legal al músic Antoni Martorell. Fou també alumne de Joan Maria Thomàs i de l'organista Jaume Mas Porcel. La primera vegada que va tocar l'orgue de la parròquia del Terreno va ser el 17 de desembre de 1950 amb motiu d'un funeral, però oficialment va començar com a organista de la parròquia durant la missa del gall del 1950.